# Protodiasia saltensis
Genre
Espèce
Protodiasia saltensis, unique représentant du genre Protodiasia, est une espèce d'opilions laniatores de la famille des Zalmoxidae.

## Distribution
Cette espèce est endémique de la province de Salta en Argentine. Elle se rencontre vers Quebrada de San Lorenzo.

## Description
Le mâle holotype mesure 3,0 mm et la femelle paratype 2,6 mm.

## Étymologie
Son nom d'espèce, composé de salt[a] et du suffixe latin -ensis, « qui vit dans, qui habite », lui a été donné en référence au lieu de sa découverte, la province de Salta.

## Publication originale
- Ringuelet, 1955 : « Un nuevo género austral-americano de Triaenonychidae. » Revista de la Sociedad Entomologica Argentina, vol. 17, p. 25–28.